# 有馬純
有馬 純（ありま じゅん、1959年 - ）は、日本の研究者、東京大学公共政策大学院客員教授。国際環境経済研究所主席研究員。独立行政法人経済産業研究所コンサルティングフェロー。一般財団法人アジア太平洋研究所上席研究員。独立行政法人エネルギー・金属鉱物資源機構特命参与。開志専門職大学事業創造学部教授。

## 来歴
1959年神奈川県生まれ。1982年東京大学経済学部卒業、通商産業省（現・経済産業省）入省。
1989年在ケニア日本国大使館一等書記官としてケニアに赴任し、経済援助を担当。1992年資源エネルギー庁国際資源課。1996年経済協力開発機構（OECD）日本政府代表部参事官。
1999年から資源エネルギー庁で省エネルギー・新エネルギー政策に従事するとともに、国連気候変動枠組条約交渉において京都メカニズムの制度設計に関する交渉に従事。これを機に気候変動の国際交渉に深く関わることとなる。2002年国際エネルギー機関（IEA）国別審査課長としてフランスに赴任し、加盟国のエネルギー政策の分析・審査に従事。
2006年資源エネルギー庁国際課長。2007年資源エネルギー庁参事官として洞爺湖サミットプロセスに向けた青森エネルギー大臣会合を企画・立案し、参加国（G8、中国、韓国、インド）との総合調整を実施。併せて国連気候変動枠組条約交渉を側面支援。
2008年大臣官房審議官（環境問題担当）、2011年まで国連気候変動枠組条約の首席交渉官の一人として地球温暖化交渉に従事。
2011年日本貿易振興機構（JETRO）ロンドン事務所長。対日投資促進、輸出促進業務に従事するとともに、経済産業省地球環境問題特別調査員として国連気候変動枠組条約交渉にも継続的に参加。以後、全ての国連気候変動枠組条約締約国会議（COP）に参加している。
2015年東京大学公共政策大学院教授に就任。2020年特任教授、2025年客員教授。2025年より独立行政法人エネルギー・金属鉱物資源機構(JOGMEC)特命参与、開志専門職大学事業創造学部教授。

## 著書

### 単著
- 『地球温暖化交渉の真実 - 国益をかけた経済戦争』中央公論新社、2015年。ISBN 9784120047695。
- 『精神論抜きの地球温暖化対策 - パリ協定とその後』エネルギーフォーラム、2016年。ISBN 9784885554711。
- 『トランプ・リスク - 米国第一主義と地球温暖化』エネルギーフォーラム、2017年。ISBN 9784885554834。
- 『亡国の環境原理主義』エネルギーフォーラム、2021年。ISBN 9784885555206。

### 共著
- 有馬純、川口マーン惠美、掛谷英紀、加藤康子、杉山大志、藤枝一也 他『SDGsの不都合な真実』宝島社、2021年。ISBN 9784299020987。
- 有馬純、沢田博、南齋規介『英語でもっとわかる! SDGsの環境問題』コスモピア、2021年。ISBN 9784864541695。
- 有馬純、岩田温『エコファシズム - 脱炭素・脱原発・再エネ推進という病』扶桑社、2022年。ISBN 9784594091958。
- 有馬純、上田令子、掛谷英紀、加藤康子、川口マーン惠美、山本隆三、山口雅之、藤枝一也 ほか『メガソーラーが日本を救うの大嘘』宝島社、2022年。ISBN 9784299036216。